# 네이장시
네이장(내강, 중국어: 内江, 병음: Nèijiāng)은 쓰촨성 남동쪽의 지급시이다. 타강변에 위치하고 운송과 식품 가공의 중심지이다. 쓰촨성 남부의 교통 중심지에 위치해있다.
중세에는 지역의 중요한 소금 생산지였으나 최근에는 사탕수수를 재배하고 있고 보통 쓰촨성의 사탕 수도로 여겨진다. 1990년대와 21세기 초의 경제 호황 때 네이장은 주요 산업을 공학, 전자, 화학, 건자재, 소비재로 바꾸었다.
또한 네이장 사범학원을 비롯한 많은 교육기관들이 있다.

## 지리
네이장시는 쓰촨 분지 중남부의 구릉지대에 있고, 면적의 상당 부분은 구릉이며, 북서쪽이 높고 남동쪽이 낮다. 타강이 서북쪽에서 남쪽을 향해 시역을 관통해, 물의 양은 풍부하다.
동쪽은 충칭시, 서쪽은 메이산시, 남쪽은 쯔궁시와 루저우시, 북쪽은 쯔양시에 접한다.

## 기후
| 네이장시 둥싱구의 기후                                        | 네이장시 둥싱구의 기후 | 네이장시 둥싱구의 기후 | 네이장시 둥싱구의 기후 | 네이장시 둥싱구의 기후 | 네이장시 둥싱구의 기후 | 네이장시 둥싱구의 기후 | 네이장시 둥싱구의 기후 | 네이장시 둥싱구의 기후 | 네이장시 둥싱구의 기후 | 네이장시 둥싱구의 기후 | 네이장시 둥싱구의 기후 | 네이장시 둥싱구의 기후 | 네이장시 둥싱구의 기후 |
| 월                                                            | 1월                    | 2월                    | 3월                    | 4월                    | 5월                    | 6월                    | 7월                    | 8월                    | 9월                    | 10월                   | 11월                   | 12월                   | 연간                   |
| ------------------------------------------------------------- | ---------------------- | ---------------------- | ---------------------- | ---------------------- | ---------------------- | ---------------------- | ---------------------- | ---------------------- | ---------------------- | ---------------------- | ---------------------- | ---------------------- | ---------------------- |
| 역대 최고 기온 °C (°F)                                        | 17.6 (63.7)            | 23.9 (75.0)            | 31.9 (89.4)            | 34.6 (94.3)            | 36.6 (97.9)            | 38.0 (100.4)           | 38.8 (101.8)           | 40.5 (104.9)           | 39.1 (102.4)           | 32.4 (90.3)            | 25.0 (77.0)            | 17.8 (64.0)            | 40.5 (104.9)           |
| 일평균 최고 기온 °C (°F)                                      | 10.1 (50.2)            | 13.6 (56.5)            | 18.9 (66.0)            | 23.9 (75.0)            | 27.4 (81.3)            | 28.9 (84.0)            | 32.1 (89.8)            | 32.0 (89.6)            | 27.0 (80.6)            | 21.5 (70.7)            | 16.8 (62.2)            | 11.3 (52.3)            | 22.0 (71.5)            |
| 일일 평균 기온 °C (°F)                                        | 7.0 (44.6)             | 9.7 (49.5)             | 14.1 (57.4)            | 18.7 (65.7)            | 22.2 (72.0)            | 24.4 (75.9)            | 27.1 (80.8)            | 26.8 (80.2)            | 22.8 (73.0)            | 18.0 (64.4)            | 13.3 (55.9)            | 8.3 (46.9)             | 17.7 (63.9)            |
| 일평균 최저 기온 °C (°F)                                      | 4.8 (40.6)             | 7.0 (44.6)             | 10.7 (51.3)            | 14.9 (58.8)            | 18.4 (65.1)            | 21.3 (70.3)            | 23.6 (74.5)            | 23.3 (73.9)            | 20.2 (68.4)            | 15.9 (60.6)            | 11.2 (52.2)            | 6.3 (43.3)             | 14.8 (58.6)            |
| 역대 최저 기온 °C (°F)                                        | −1.7 (28.9)            | −0.8 (30.6)            | 1.4 (34.5)             | 5.9 (42.6)             | 11.1 (52.0)            | 15.6 (60.1)            | 17.4 (63.3)            | 16.8 (62.2)            | 14.6 (58.3)            | 8.5 (47.3)             | 0.8 (33.4)             | −2.4 (27.7)            | −2.4 (27.7)            |
| 평균 강수량 mm (인치)                                         | 14.6 (0.57)            | 13.6 (0.54)            | 32.0 (1.26)            | 62.6 (2.46)            | 91.8 (3.61)            | 179.2 (7.06)           | 189.2 (7.45)           | 157.0 (6.18)           | 120.6 (4.75)           | 60.4 (2.38)            | 24.7 (0.97)            | 13.0 (0.51)            | 958.7 (37.74)          |
| 평균 강수일수 (≥ 0.1 mm)                                      | 9.4                    | 6.7                    | 9.5                    | 12.8                   | 14.1                   | 15.6                   | 12.6                   | 11.7                   | 14.9                   | 15.7                   | 9.4                    | 8.6                    | 141                    |
| 평균 강설일수                                                 | 0.4                    | 0                      | 0                      | 0                      | 0                      | 0                      | 0                      | 0                      | 0                      | 0                      | 0                      | 0.2                    | 0.6                    |
| 평균 상대 습도 (%)                                            | 85                     | 79                     | 75                     | 76                     | 76                     | 83                     | 82                     | 81                     | 86                     | 88                     | 86                     | 86                     | 82                     |
| 평균 월간 일조시간                                            | 34.6                   | 55.5                   | 102.0                  | 122.0                  | 129.2                  | 100.0                  | 160.2                  | 164.7                  | 86.8                   | 54.6                   | 47.7                   | 34.5                   | 1,091.8                |
| 가능 일조율                                                   | 11                     | 18                     | 27                     | 31                     | 31                     | 24                     | 38                     | 41                     | 24                     | 16                     | 15                     | 11                     | 24                     |
| 출처: 중국기상국 (평년값: 1999년~2020년, 극값: 1981년~2010년) |                        |                        |                        |                        |                        |                        |                        |                        |                        |                        |                        |                        |                        |

## 역사
네이장시의 시역은 서주 때부터 전국시대에 걸쳐, 촉나라의 동부에 상당했다. 진에 의한 중국 통일 후 촉군(蜀郡)이 되었다. 전한의 무제 때인 기원전 135년에 자중현(资中县)이 두어졌고 후한의 순제 때는 자중현으로부터 현재 중강 부근의 지역이 나뉘어 한나라의 치세가 오랫동안 계속되기를 바라는 뜻으로 한안현(漢安县)으로 이름 붙여졌다. 이것이 네이장의 초기 명칭이다.
567년, 북주는 한안현을 중수(현재의 타강)의 기슭에 있는 것에서 중강현(中江县)으로 개칭했다. 581년에는 수나라의 문제가 아버지인 양충의 휘를 피하기 위해 중수라는 지명을, 현성이 강에 둘러싸여 있는 것에서 내강현(内江县)으로 개정했다. 수 말기에는 내강현을 나누어 우비현(牛錍县)이 만들어졌고 당나라 초에 이것을 자주(资州, 현재의 쯔중현) 관할의 청계현(清溪县)으로 바꾸었다. 북송 때 청계현은 폐지되어 내강현에 편입되었다.
원대에는 내강현의 인구가 격감했기 때문에 내강현은 폐지되었지만, 명초에 부활했다. 내강현은 자주 관할의 현으로서 청말까지 이어졌다.
1935년에 자주는 제2행정독찰구로 개칭되었고 중화인민공화국 성립 후에 쯔중 전구(資中専区)가 되었다. 1950년에 쯔중의 전원공서는 네이장으로 옮겨져 네이장 전구로 개명됐고, 네이장, 쯔중, 쯔양, 젠양, 런서우, 웨이위안 등의 현을 관할하에 두었다. 1951년에는 네이장 현성과 그 근교가 네이장시가 되었다.
1968년에는 전구가 지구로 고쳐졌고 1985년에 네이장 지구가 폐지되어 지급시인 네이장시가 되었고, 현급시인 네이장시는 스중구가 되었다. 1989년에 네이장현이 폐지되어 둥싱구가 되었다. 이 시기에 네이장시는 쯔중, 쯔양, 젠양, 웨이위안, 러즈, 안웨, 룽창의 7현을 관할해 총 면적은 13,340km2였다.
1995년, 쯔양현이 현급시인 쯔양시가 되었고, 1996년에는 젠양현이 현급시인 젠양시가 되었으며, 함께 네이장시로부터 분리되어 쓰촨성의 직할시가 되었다. 1998년 2월에 국무원의 행정구역 조정으로 쯔양, 젠양, 러즈, 안웨의 4현시가 분리해 쯔양 지구가 되었고, 네이장시는 현재의 범위가 되었다.

## 경제
기후는 온화하고 비가 많아, 토지도 비옥하고, 곡창지대를 이룬다. 사탕수수, 삼, 돼지, 양잠 등의 농업이 활발하고, 특히 중국에서도 우량한 '네이장 돼지(内江豬)'의 산지이다. 사탕수수, 황마, 땅콩의 생산이 쓰촨성에서 선두에 있다. 면화나 유채, 고추의 생산도 성내 상위권이다. 스중구와 둥싱구의 야채 재배, 웨이위안현의 레몬 등도 중요한 농산물이다. 또 중국의 제당업의 중요한 중심이다.
공업은 건자재, 기계, 경공업(식품), 화학(의약품)이 4대 주요 산업이다. 광업은 석탄, 천연가스, 석회석, 석영을 산출한다.

## 행정 구역

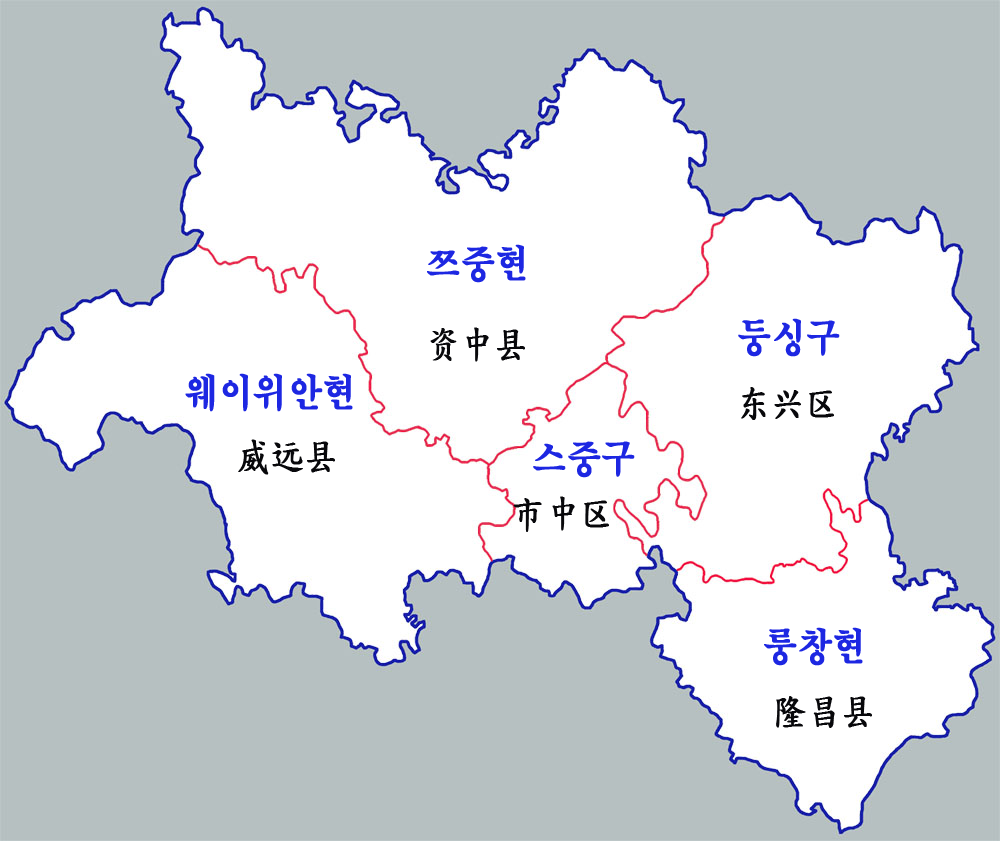
네이장시 현급 행정구역도

2개의 시할구, 1개의 현급시, 2개의 현을 관할한다.
시할구
- 스중구(市中区)
- 둥싱구(东兴区)

현급시
- 룽창시(隆昌市)

현
- 웨이위안현(威远县)
- 쯔중현(资中县)